# Marin Mema
Marin Mema (Tirana, 22 marzo 1981) è un giornalista e conduttore televisivo albanese.

## Biografia
È nato a Tirana ed si è Laureato al'Università di Tirana alla facoltà di Giornalismo. Ideatore e conduttore televisivo del documentario albanese Gjurmë shqiptare, fa parte dell'ordine dei giornalisti della Repubblica albanese. È stato dichiarato persona non grata dalla Grecia per via del suo impegno nel raccontare gli avvenimenti che hanno interessato i Çam in Grecia e che furono deportati dal Governo greco.